# Détective Conan : L'Arche du Ciel
 Détective Conan : L'Arche du Ciel (名探偵コナン 天空の難破船, Meitantei Konan: Tenkuu no Rosuto Shippu) est un film d'animation japonais réalisé par Yasuichiro Yamamoto, sorti en 2010.
Il s'agit du quatorzième film tiré du manga Détective Conan.

## Synopsis
Un groupe de bio-terroristes, les Siamois Rouges, fait exploser un laboratoire et annonce s'être emparé d'un virus mortel pour lequel il n'y a aucun remède. La police du Japon est sur le qui-vive, mais seul Jirokichi Suzuki, l'oncle de Sonoko enrage  : cette affaire vole la vedette à son nouveau plan pour capturer Kaito Kid.
Cette fois-ci, il entrepose le Lady Sky, un anneau surmonté d'un lapis lazuli, sur son dirigeable pour appâter le voleur, et a convoqué plusieurs journalistes pour saisir l'événement. En cours de vol, Ran repère Kaito Kid, démasqué par un pansement qu'elle lui avait donné alors qu'il portait un autre costume. Pour garder le secret, Kid joue son va-tout : il utilise sa ressemblance avec Shinichi Kudo pour se faire passer pour le détective ; Ran garde le secret. Mais alors que tout va pour le mieux, plusieurs personnes commencent à montrer des éruptions cutanées. Peu après, Jirokichi reçoit un appel des Siamois Rouges : ils ont libéré le virus à bord et vont prendre le contrôle de l'engin, et en cas de résistance, ils feront tout exploser. Conan, alors à l'écart avec Genta, Ayumi et Mitsuhiko, entend tout et parvient à désamorcer les bombes. Il est cependant repéré et le chef des terroristes n'hésite pas à le jeter du haut du dirigeable ; Kid se jette dans le vide pour sauver son rival, avant de trouver une pirouette pour remonter à bord, grâce à un hélicoptère de la police, en utilisant encore les talents du Kid qui se fait à nouveau passer pour Shinichi.
À bord de l'engin, alors que les terroristes allument des fumigènes, de plus en plus de personnes ont des éruptions, dont Ran. Conan, qui soupçonne que toute cette histoire cache quelque chose, contacte Heiji Hattori à Osaka, où la population est saisie de panique depuis que les Siamois Rouges ont annoncé l'arrivée du dirigeable contaminé. En effet, en essayant de comprendre pourquoi Genta, pourtant largement exposé, ne semble pas malade, Conan/Shinichi démêle l'affaire : le dirigeable et la menace bio-terroriste n'étaient qu'un leurre pour évacuer Osaka, afin de dérober les statues de Bouddha des temples de la préfecture d'Osaka ; les éruptions cutanées ne sont qu'une réaction allergique à de la laque pulvérisée dans l'engin.
Conan parvient seul à mettre hors d'état de nuire le commando armé, avant de rassurer les passagers et retrouver le leader du groupe, qui tente de tuer Conan. Le détective s'en sort grâce à ses gadgets, mais ne peut retenir Kaito Kid, qui se fait finalement éconduire par Ran en se montrant trop entreprenant.

## Distribution

### Voix japonaises
- Minami Takayama : Conan Edogawa / Shinichi Kudo (du passé)
- Wakana Yamazaki : Ran Mouri
- Rikiya Koyama : Kogoro Mouri
- Kappei Yamaguchi : Shinichi Kudo, Kid Kat Burglar ou Kaito Kid
- Kenichi Ogata : le professeur Hiroshi Agasa
- Chafurin : inspecteur Megure
- Ryo Horikawa : Heiji Hattori
- Megumi Hayashibara : Ai Haibara
- Ikue Ōtani : Mitsuhiko Tsuburaya
- Yukiko Iwai : Ayumi Yoshida
- Wataru Takagi : Wataru Takagi, Genta Kojima
- Yuko Miyamura : Kazuha Toyama
- Naoko Matsui : Sonoko Suzuki
- Atsuko Yuya : Miwako Sato

## Musique
Le générique de fin pour le film est Over Drive de Garnet Crow, sorti en single le 14 avril 2010.